# Mihailo Stevanović
Mihailo Stevanović (in serbo Михаило Стевановић?; Liestal, 4 gennaio 2002) è un calciatore serbo con cittadinanza svizzera, centrocampista del San Gallo.

## Biografia
È nato in Svizzera da padre serbo e madre slovacca.

## Carriera

### Club
Stevanović è cresciuto nel settore giovanile del Basilea con cui ha firmato il suo primo contratto professionistico il 16 febbraio 2020. Ha debuttato in prima squadra il 3 agosto dello stesso anno nell'incontro di Super League pareggiato per 0-0 contro il Lucerna.
Nell'estate del 2022 è stato acquistato dal Lucerna dove ha giocato principalmente nella squadra riserve in Promotion League, riuscendo a giocare un solo incontro in prima divisione. Il 19 giugno 2023 ha firmato un biennale con il San Gallo.

### Nazionale
Già membro delle nazionali giovanili elvetiche Under-16, Under-17 e Under-18, nel 2023 ha scelto di optare per la Serbia accettando la convocazione in Under-21.

## Statistiche

### Presenze e reti nei club
Statistiche aggiornate al 16 marzo 2024.
| Stagione        | Squadra         | Campionato      | Campionato | Campionato | Coppe nazionali | Coppe nazionali | Coppe nazionali | Coppe continentali | Coppe continentali | Coppe continentali | Altre coppe | Altre coppe | Altre coppe | Totale | Totale | Totale |
| Stagione        | Squadra         | Comp            | Pres       | Reti       | Comp            | Pres            | Reti            | Comp               | Pres               | Reti               | Comp        | Pres        | Reti        | Pres   | Reti   |        |
| --------------- | --------------- | --------------- | ---------- | ---------- | --------------- | --------------- | --------------- | ------------------ | ------------------ | ------------------ | ----------- | ----------- | ----------- | ------ | ------ | ------ |
| 2020-2021       | Basilea         | SL              | 1          | 0          | CS              | 0               | 0               | UEL                | 0                  | 0                  |             | -           | -           | 1      | 0      |        |
| 2020-2021       | Basilea II      | PL              | 14         | 0          |                 | -               | -               |                    | -                  | -                  |             | -           | -           | 14     | 0      |        |
| 2021-2022       | Basilea II      | PL              | 23         | 13         |                 | -               | -               |                    | -                  | -                  |             | -           | -           | 23     | 13     |        |
| 2022-2023       | Lucerna II      | PL              | 27         | 15         |                 | -               | -               |                    | -                  | -                  |             | -           | -           | 27     | 15     |        |
| 2022-2023       | Lucerna         | SL              | 1          | 0          | CS              | 0               | 0               |                    | -                  | -                  |             | -           | -           | 1      | 0      |        |
| 2023-2024       | San Gallo       | SL              | 23         | 3          | CS              | 2               | 0               |                    | -                  | -                  |             | -           | -           | 25     | 3      |        |
| Totale carriera | Totale carriera | Totale carriera | 89         | 31         |                 | 2               | 0               |                    | 0                  | 0                  |             | -           | -           | 91     | 31     |        |

## Palmarès

### Club

#### Competizioni nazionali
- Promotion League: 1

Lucerna II: 2022-2023

### Individuale
- Capocannoniere della Promotion League: 1

2022-2023 (15 reti)